# Dragon Quest Swords: The Masked Queen and the Tower of Mirrors
Dragon Quest Swords: The Masked Queen and the Tower of Mirrors (ドラゴンクエストソード 仮面の女王と鏡の塔 Doragon Kuesto Sōdo: Kamen no Joō to Kagami no Tō) är ett äventyrsspel i förstapersonsperspektiv utgivet av Square Enix till Nintendo Wii. Spelet är en spinoff på Dragon Quest-serien.